# Chlormethylgruppe

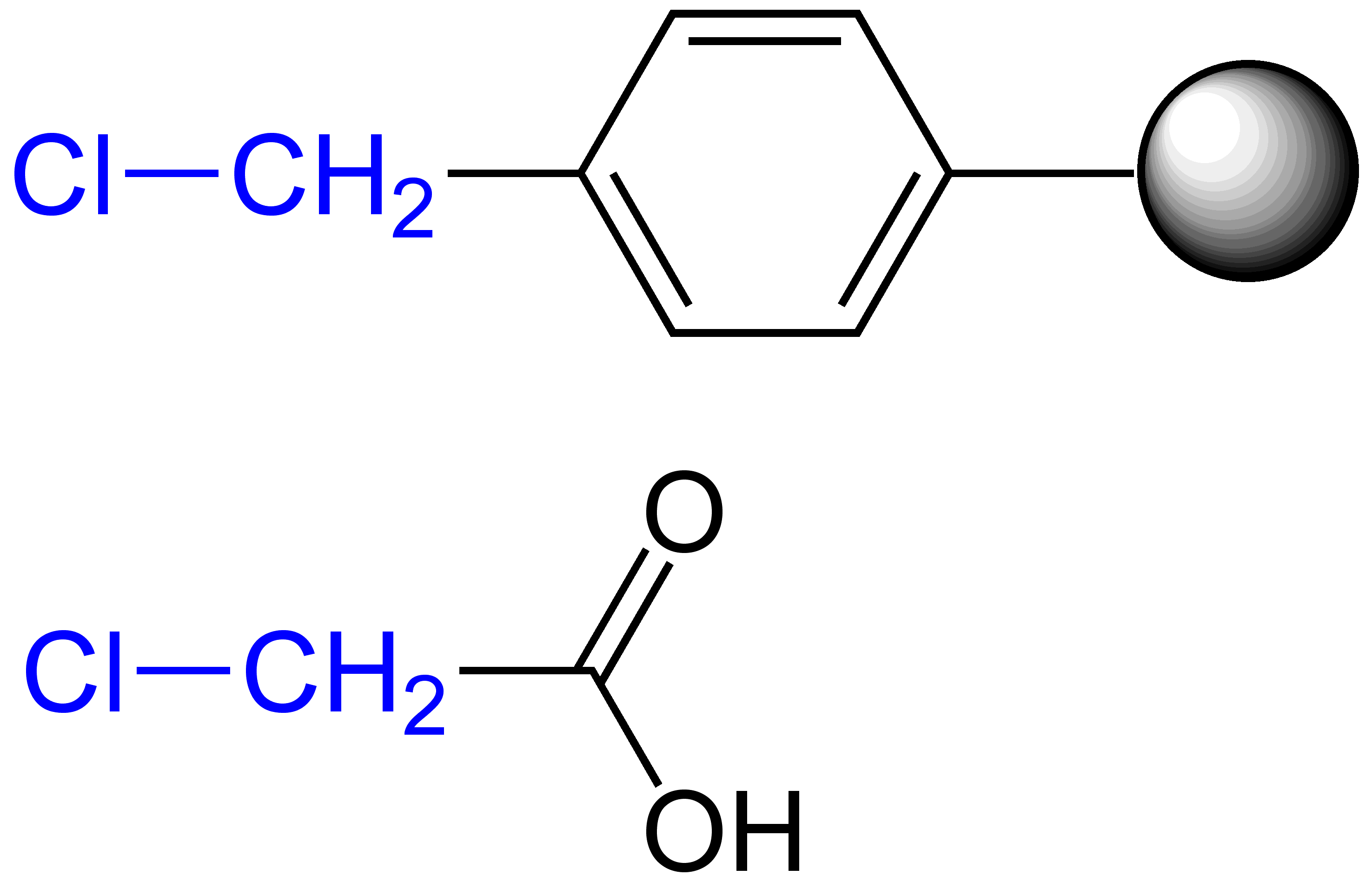
Die blau markierte Chlormethylgruppe in einem Merrifield-Harz (oben) und in Chloressigsäure (unten)

Die Chlormethylgruppe, –CH2−Cl, ist ein einbindiger Rest in der organischen und makromolekularen Chemie.

## Herstellung
Aromatische Verbindungen lassen sich durch die Blanc-Reaktion chlormethylieren. So kann man aus einem (ggf. quervernetzten) Polystyrol-Harz ein Merrifield-Harz für die Merrifield-Synthese (Festphasensynthese von Peptiden) herstellen.